# (100906) 1998 KF15
(100906) 1998 KF15 es un asteroide perteneciente al cinturón de asteroides, región del sistema solar que se encuentra entre las órbitas de Marte y Júpiter, descubierto el 22 de mayo de 1998 por el equipo del Lincoln Near-Earth Asteroid Research desde el Laboratorio Lincoln, Socorro, Nuevo México, Estados Unidos.

## Designación y nombre
Designado provisionalmente como 1998 KF15. 

## Características orbitales
1998 KF15 está situado a una distancia media del Sol de 2,218 ua, pudiendo alejarse hasta 2,588 ua y acercarse hasta 1,848 ua. Su excentricidad es 0,166 y la inclinación orbital 5,533 grados. Emplea 1207,20 días en completar una órbita alrededor del Sol.

## Características físicas
La magnitud absoluta de 1998 KF15 es 16,6. 